# Macrocarpaea innarrabilis
Macrocarpaea innarrabilis är en gentianaväxtart som beskrevs av Jason Randall Grant. Macrocarpaea innarrabilis ingår i släktet Macrocarpaea och familjen gentianaväxter. Inga underarter finns listade i Catalogue of Life.